# بنيامين أور
بنيامين أَور (بالألمانية: Benjamin Auer)‏ (11 يناير 1981 بلانداو إن در بفالتس في ألمانيا - ) هو لاعب كرة قدم ألماني في مركز الهجوم. شارك مع منتخب ألمانيا تحت 20 سنة لكرة القدم ومنتخب ألمانيا تحت 21 سنة لكرة القدم وفريق 2006 ‏ ومنتخب ألمانيا ب لكرة القدم ‏. أما مع النوادي، فقد لعب مع ألمانيا آخن وبوروسيا مونشنغلادباخ وماينتس 05 ونادي بوخوم ونادي كارلسروه ونادي كايزرسلاوترن ونادي بيرمازنز.

## روابط خارجية
- بنجامين اوير على موقع قاعدة بيانات كرة القدم.إي يو (الإنجليزية)
- بنجامين اوير على موقع بيانات كرة القدم. دي إي (الألمانية)
- بنجامين اوير على موقع Soccerbase.com (لاعب) (الإنجليزية)
- بنجامين اوير على موقع عالم كرة القدم.نت (الإنجليزية)